# Coquillettidia schoutedeni
Coquillettidia schoutedeni är en tvåvingeart som först beskrevs av Wolfs 1948.  Coquillettidia schoutedeni ingår i släktet Coquillettidia och familjen stickmyggor. Inga underarter finns listade i Catalogue of Life.